# Kostel svatého Jakuba Staršího (Boskovice)
Římskokatolický kostel svatého Jakuba Staršího v Boskovicích se nachází na západní straně Masarykova náměstí.

## Historie
První písemná zmínka o kostele pochází z roku 1346. Původní kostel měl tři věže, avšak po několika požárech a úpravách (zejména kolem roku 1500), změnil svůj vzhled. Do roku 1786 se v okolí kostela nacházel dokonce i hřbitov, po kterém jsou patrné zbytky zdiva dodnes. Dnešní věž s hodinami, která v dnešní době měří 41 metrů, dosahovala před velkými požáry a úpravami 60 metrů. Roku 1670 byla ke kostelu přistavěna Loretánská kaple, jejímž zakladatelem byl Jan Bohuš Morkovský ze Zástřizl. Je přístupná gotickým portálem z boční lodi. Loretánská soška stojící v levé boční lodi na konzole sem byla přenesena z kaple Panny Marie Růžencové.
Na vnějším opěrném pilíři kostela se nachází letopočty oprav: 1617, 1839, 1910, 1972. V roce 1994 byly započaty rekonstrukce, které probíhají etapově.

### Program záchrany architektonického dědictví
V rámci Programu záchrany architektonického dědictví bylo v letech 1996-2000 na opravu kostela čerpáno 9 500 000 Kč.
| rok    | 1996  | 1997  | 1998  | 1999 | 2000 | 2001  | 2002 | 2003 | 2004  |
| ------ | ----- | ----- | ----- | ---- | ---- | ----- | ---- | ---- | ----- |
| částka | 1 500 | 1 100 | 1 600 | 800  | 700  | 1 000 | 800  | 900  | 1 100 |

## Fotogalerie

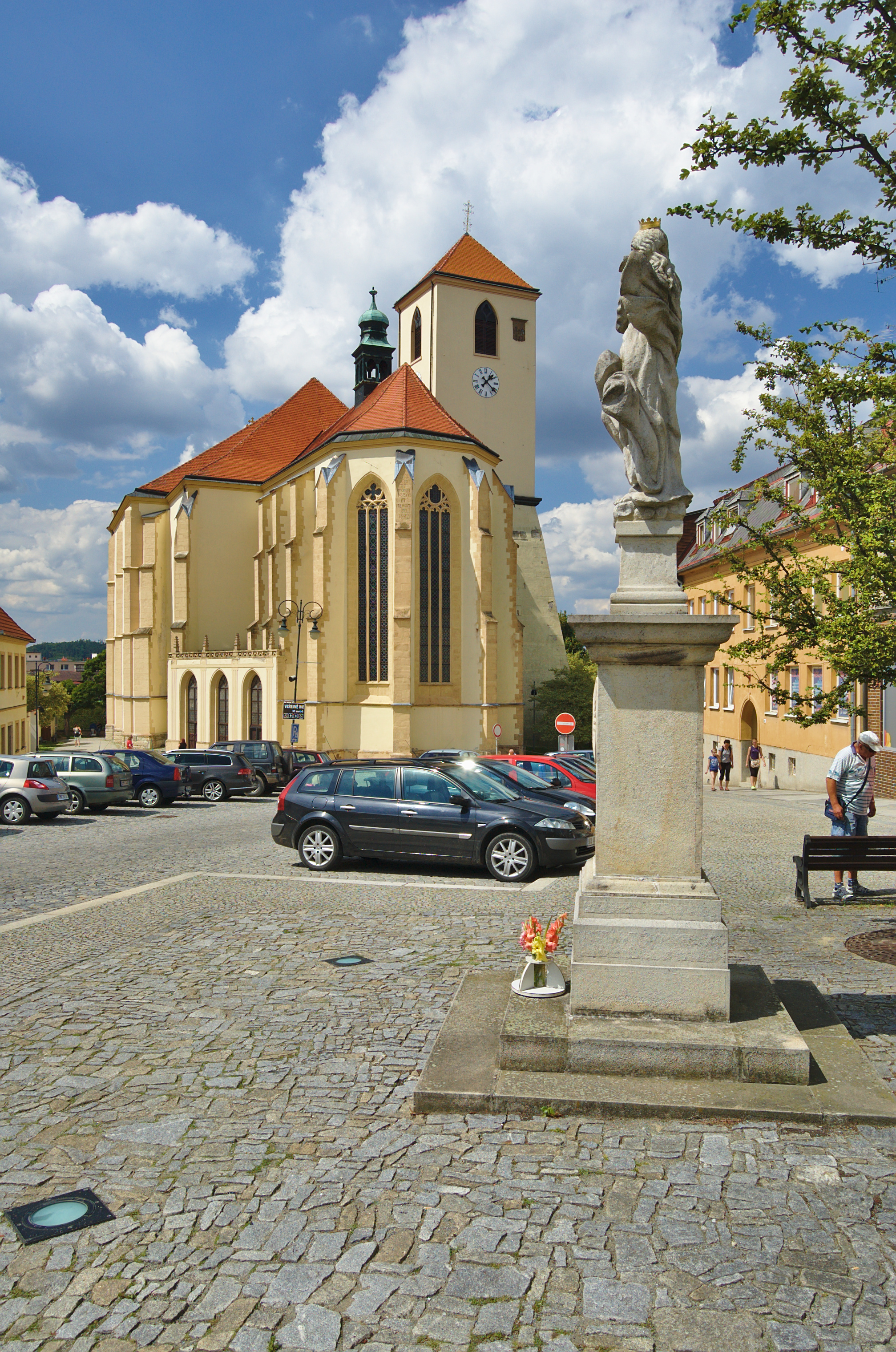
Pohled z Masarykova náměstí
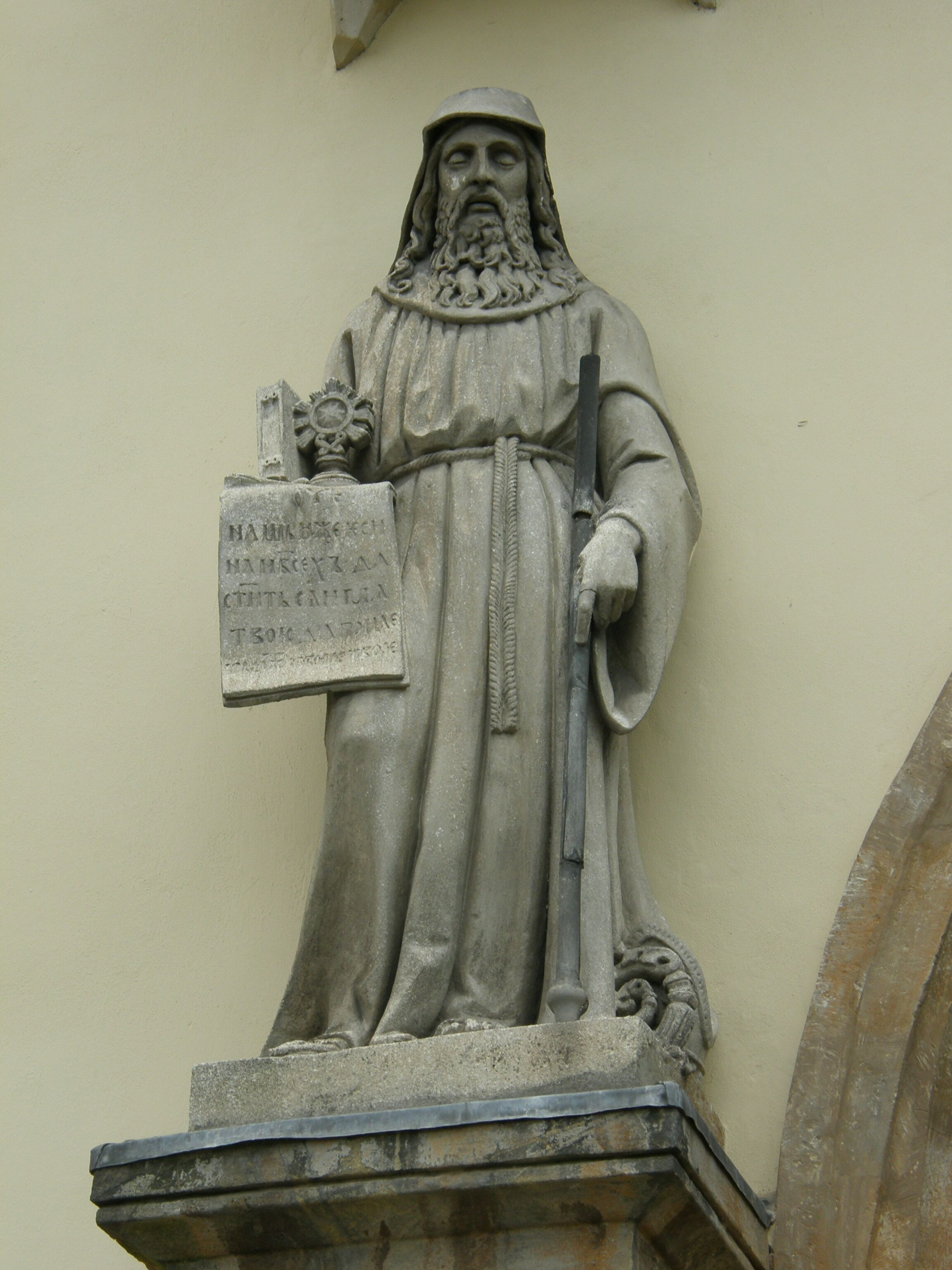
socha sv. Cyrila
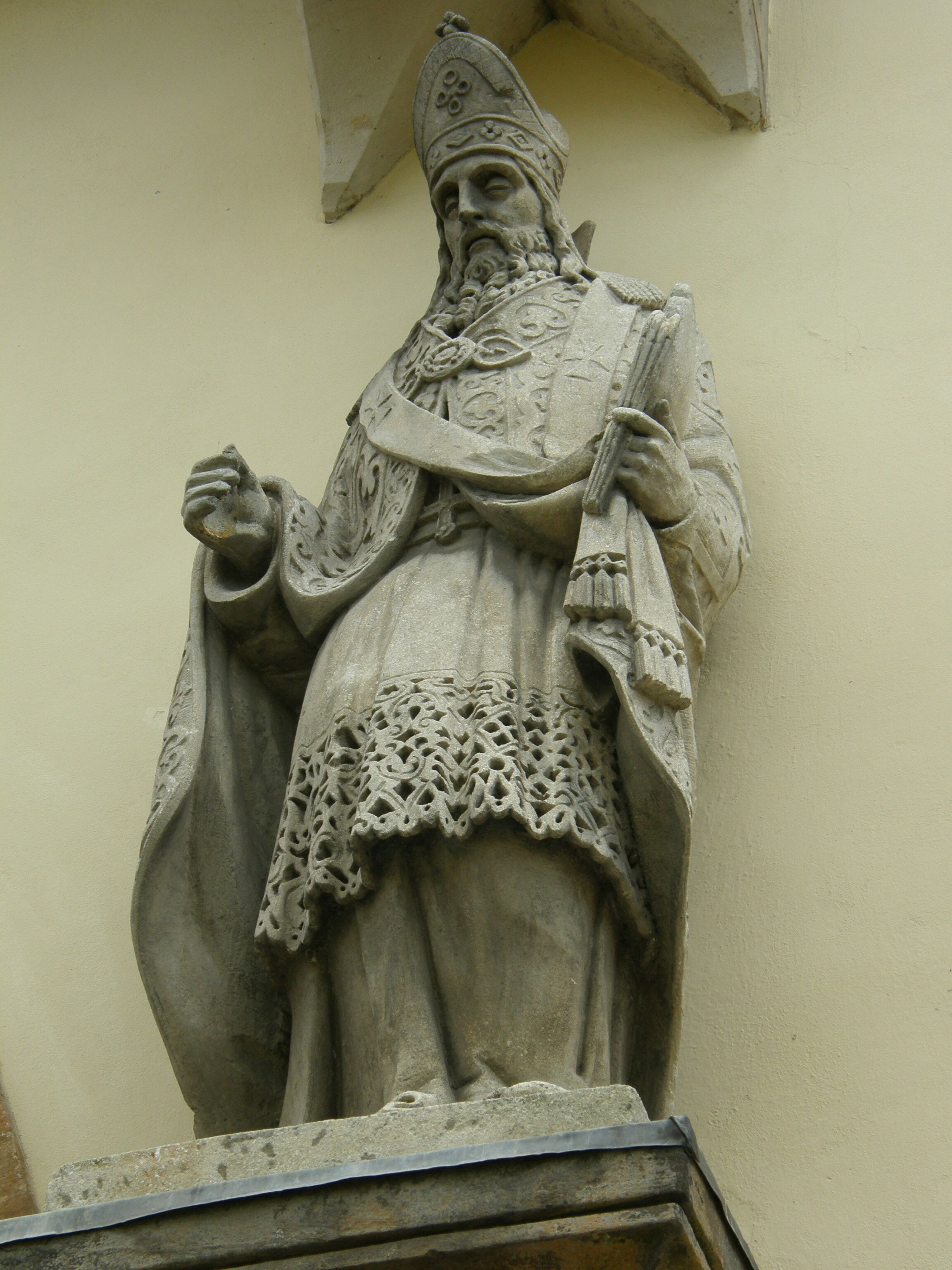
socha sv. Metoděje
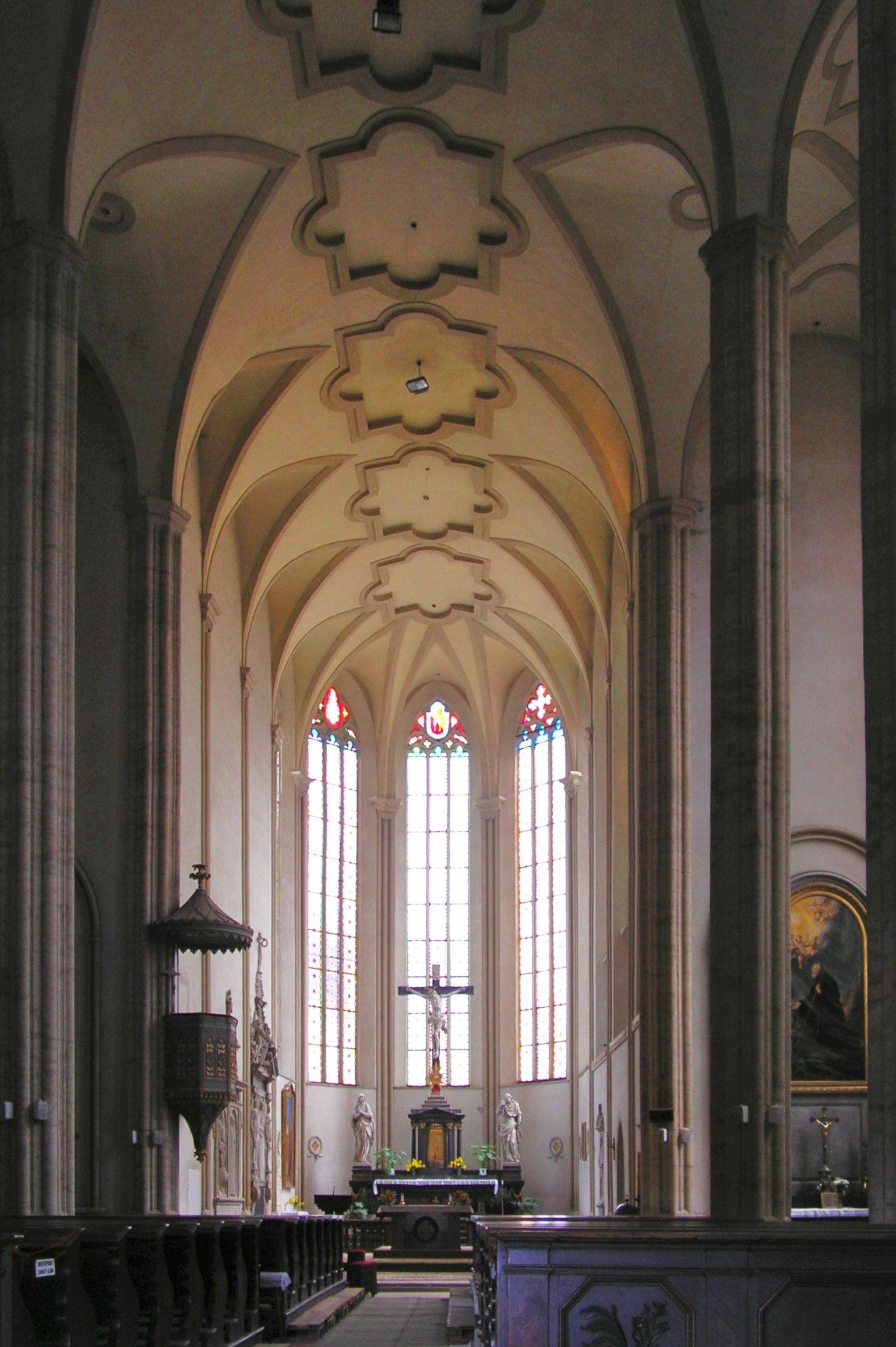
Interiér
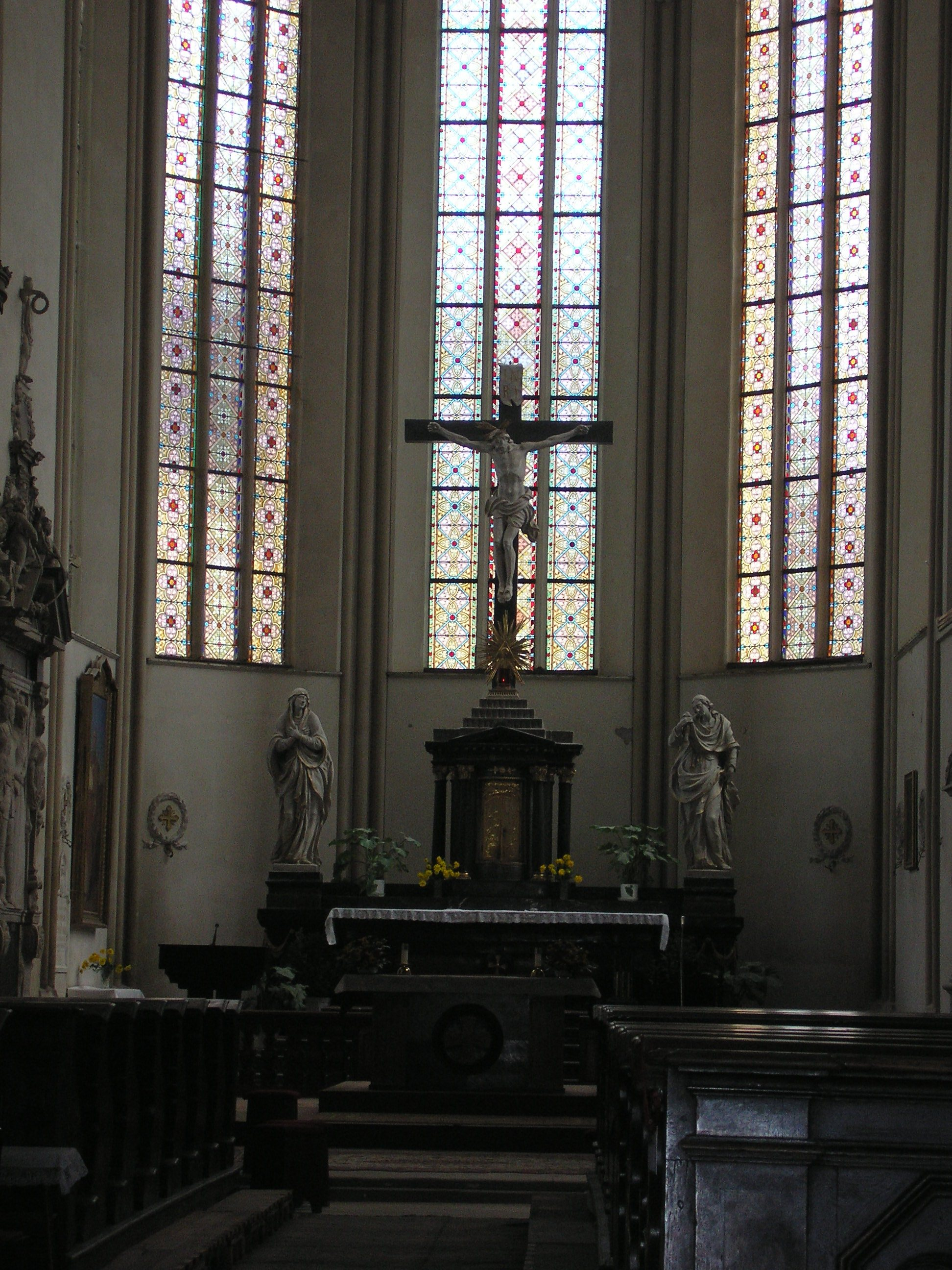
Oltář